# Campeonato Europeu de Atletismo em Pista Coberta de 2017 - Arremesso de peso masculino
A prova do arremesso de peso masculino do Campeonato Europeu de Atletismo em Pista Coberta de 2017 foi disputada no dia 4 de março de 2017 na Arena Kombank em Belgrado,  na Sérvia. 

## Recordes
Antes desta competição, os recordes mundiais e do campeonato nesta prova eram os seguintes:
|                       | Nome           | Nacionalidade     | Distância | Local       | Data                    |
| --------------------- | -------------- | ----------------- | --------- | ----------- | ----------------------- |
| Recorde mundial       | Randy Barnes   | Estados Unidos    | 22m 66cm  | Los Angeles | 20 de janeiro de 1989   |
| Recorde do campeonato | Ulf Timmermann | Alemanha Oriental | 22m 19cm  | Liévin      | 21 de fevereiro de 1987 |
| Recorde europeu       | Ulf Timmermann | Alemanha Oriental | 22m 55cm  | Senftenberg | 11 de fevereiro de 1989 |

## Medalhistas
| Ouro                    | Prata              | Bronze            |
| Konrad Bukowiecki (POL) | Tomáš Staněk (CZE) | David Storl (GER) |

## Cronograma
Todos os horários são locais (UTC+2).
| Data       | Hora  | Evento       |
| ---------- | ----- | ------------ |
| 4 de março | 11:00 | Qualificação |
| 4 de março | 19:20 | Final        |

## Resultados

### Qualificação
Qualificação: 20,50m (Q) ou os 8 melhores qualificados (q).
| Posição | Atleta                | Nacionalidade        | #1    | #2    | #3    | Resultados | Notas |
| ------- | --------------------- | -------------------- | ----- | ----- | ----- | ---------- | ----- |
| 1       | David Storl           | Alemanha             | 21.16 |       |       | 21.16      | Q     |
| 2       | Konrad Bukowiecki     | Polónia              | 21.06 |       |       | 21.06      | Q     |
| 3       | Tomáš Staněk          | Chéquia              | x     | 20.94 |       | 20.94      | Q     |
| 4       | Ladislav Prášil       | Chéquia              | 20.68 |       |       | 20.68      | Q     |
| 5       | Tsanko Arnaudov       | Portugal             | 20.52 |       |       | 20.52      | Q     |
| 5       | Stipe Žunić           | Croácia              | 20.52 |       |       | 20.52      | Q     |
| 7       | Mesud Pezer           | Bósnia e Herzegovina | 19.78 | x     | 20.13 | 20.13      | q     |
| 8       | Mikhail Abramchuk     | Bielorrússia         | 19.82 | 19.61 | 19.99 | 19.99      | q,    |
| 9       | Borja Vivas           | Espanha              | 19.86 | 19.97 | 19.89 | 19.97      |       |
| 10      | Frédéric Dagée        | França               | 19.97 | x     | x     | 19.97      |       |
| 11      | Asmir Kolašinac       | Sérvia               | 19.96 | x     | x     | 19.96      |       |
| 12      | Filip Mihaljević      | Croácia              | x     | x     | 19.94 | 19.94      |       |
| 13      | Carlos Tobalina       | Espanha              | 19.64 | 19.22 | 19.83 | 19.83      |       |
| 14      | Andrei Gag            | Roménia              | 19.24 | x     | x     | 19.24      |       |
| 15      | Francisco Belo        | Portugal             | 19.55 | x     | 19.25 | 19.55      |       |
| 16      | Bob Bertemes          | Luxemburgo           | 19.47 | x     | 19.42 | 19.47      |       |
| 17      | Arttu Kangas          | Finlândia            | 18.86 | 19.42 | x     | 19.42      |       |
| 18      | Rafał Kownatke        | Polónia              | x     | 19.28 | x     | 19.28      |       |
| 19      | Michał Haratyk        | Polónia              | x     | 19.18 | 19.05 | 19.18      |       |
| 20      | Georgi Ivanov         | Bulgária             | 18.94 | x     | x     | 18.94      |       |
| 21      | Aliaksei Nichypar     | Bielorrússia         | x     | x     | 18.90 | 18.90      |       |
| 22      | Mihaíl Stamatóyiannis | Grécia               | x     | 18.83 | x     | 18.83      |       |
| 23      | Matúš Olej            | Eslováquia           | 17.79 | x     | 18.21 | 18.21      |       |

### Final
A final foi realizada às 19:20 no dia 4 de março de 2017.  
| Posição           | Atleta            | Nacionalidade        | #1    | #2    | #3    | #4    | #5    | #6    | Resultados | Notas                |
| ----------------- | ----------------- | -------------------- | ----- | ----- | ----- | ----- | ----- | ----- | ---------- | -------------------- |
| Medalha de ouro   | Konrad Bukowiecki | Polónia              | x     | 21.97 | 20.69 | 20.85 | x     | 20.98 | 21.97      | ,                    |
| Medalha de prata  | Tomáš Staněk      | Chéquia              | 20.56 | x     | 20.36 | 20.25 | 21.43 | -     | 21.43      | Recorde pessoal      |
| Medalha de bronze | David Storl       | Alemanha             | 21.15 | x     | 20.88 | 21.19 | 21.30 | 21.15 | 21.30      |                      |
| 4                 | Tsanko Arnaudov   | Portugal             | 20.49 | 20.16 | x     | 19.81 | 19.50 | 21.08 | 21.08      | Recorde nacional     |
| 5                 | Stipe Žunić       | Croácia              | x     | 20.37 | x     | 20.08 | 21.04 | 20.66 | 21.04      | Recorde da temporada |
| 6                 | Ladislav Prášil   | Chéquia              | 20.73 | x     | 20.72 | 20.24 | x     | 20.47 | 20.73      |                      |
| 7                 | Mesud Pezer       | Bósnia e Herzegovina | 20.37 | 20.26 | 20.16 | 20.30 | x     | x     | 20.37      |                      |
| 8                 | Mikhail Abramchuk | Bielorrússia         | x     | x     | 19.38 | x     | x     | x     | 19.38      |                      |

Legenda
| Recorde mundial       | Recorde mundial (World record)               |                       | Recorde africano                      | Recorde africano (African) |                                           | Q | Classificado por posição (Qualified) |
| Recorde do campeonato | Recorde do campeonato (Championship record)  | Recorde da América    | Recorde da América (Americas)         | q                          | Classificado por melhor tempo (Qualified) |   |                                      |
| Melhor marca do ano   | Melhor marca do ano (World leading)          | Recorde asiático      | Recorde asiático (Asian)              | DNS                        | Não largou (Did not start)                |   |                                      |
| Recorde nacional      | Recorde nacional (National record)           | Recorde europeu       | Recorde europeu (European)            | DNF                        | Não terminou (Did not finish)             |   |                                      |
| Recorde pessoal       | Recorde pessoal do atleta (Personal best)    | Recorde da Oceania    | Recorde da Oceania (Oceania)          | DSQ / DQ                   | Desclassificado (Disqualified)            |   |                                      |
| Recorde da temporada  | Recorde da temporada do atleta (Season best) | Recorde sul-americano | Recorde sul-americano (South America) | NM                         | Sem marca (No mark)                       |   |                                      |